# 卡洛斯·穆涅萨
卡洛斯·穆涅萨（西班牙語：Carlos Muniesa，20世纪—），西班牙男子赛艇运动员。他曾代表西班牙参加世界赛艇锦标赛，获得一枚金牌和三枚铜牌，均来自轻量级项目。